# Nico Perrone

## Biografia
Nascido em Bari em 1935, licencia-se summa cum laude em História das Relações Internacionais e, em seguida, obtém bolsas de estudo do University College Dublin (Irlanda) e da Universidade de Sofia (Bulgária). Foi admitido no ENI (em 1961) para estudar as normas estrangeiras do trabalho. O seu presidente, Enrico Mattei, manda-o depois como expert no gabinete do Ministro pela Reforma da Administração Pública (1962-63). Em seguida trabalhou numa casa editora.
Professor universitário de História Contemporânea e Americana (desde 1977), diretor do Instituto da História Moderna e Contemporânea (1988-90, 1991-94) e do Módulo Europeu em História econômica e social da Integração Européia (desde 1994), Universidade de Bari.
Professor convidado em Dinamarca na (Universidade de Roskilde, 1991; Universidade de Copenhagen, 2003; Business School de Copenhagen, 1992, 1993), na Suíça (Lugano, 1998, 2000), na Albânia (Universiteti Zoja e Këshillit Të Mirë, Tirana, 2008), e nos Estados Unidos da América (Foreign Policy Research Institute, 1983). Professor convidado na Universidade de Pádua (1981, 1999).
Obteve a cidadania honorária do Estado de Nebraska, Estados Unidos de América (1986).
Co-fundador, vice-presidente (1995-96), conselheiro de administração (1991-98) do European Education Programme on Society-Science & Technology, Louvain-la-Neuve, Bélgica (master Society, Science & Technology in Europe). Conselheiro do Federico Caffè Center (desde 1995) na Universidade de Roskilde. Workshop European Research towards the XXIst Century, EU – Institute for Prospective Technological Studies, Sevilha, Espanha (1996).
Colaborador da Radiotelevisão italiana nacional (RAI), de diários e de Westdeutscher Rundfunk (Colônia, Alemanha, 2001).
Co-diretor de Storia in rete (desde 2005), revista mensal. Diretor de America (1980-1984), uma coleção de livros sobre os Estados Unidos da América (Bari, Dedalo).

## Um livro dedicado a um personagem português
Um livro desse autor reconstrói a história encantadora de Leonor da Fonseca Pimentel, a Portuguesa de Nápoles, uma intelectual que em 1799 foi protagonista da efêmera República Partenopêa. Isso se intitula La loggia della Philantropia (Palermo, editor Sellerio, 2006, ISBN 8-83892-141-5).

## Outros livros
- (it) Due secoli di capitalismo USA [Dois séculos de capitalismo norte-americano], co-autor e tratador, Bari, Dedalo Libri, 1980, CL 22-3737-7
- (it) Mattei il nemico italiano. Politica e morte del presidente dell'ENI attraverso i documenti segreti, Milán, Leonardo Mondadori, 1989, ISBN 88-355-0033-8
- (it) Il dissesto programmato. Le partecipazioni statali nel sistema di consenso democristiano, Bari, Dedalo, 1991, ISBN 8-82206-115-2
- (en), (da) European and American Patterns in a Conflictive Development, Roskilde, RUC, 1992, ISBN 87-7349-217-5
- (da), (it) Fjernt fra Maastricht [Longe de Maastricht], Roskilde, RUC, 1992, ISBN 87-7349-218-3
- (it) La morte necessaria di Enrico Mattei, Roma, Stampa Alternativa, 1993, ISBN 88-7226-141-4
- (en) The Strategic Stakes in Mattei's Flight, in EIR, Vol. 20, No. 23, Washington, DC, June 11, 1993, ISSN 0273-6314
- (it) De Gasperi e l'America, Palermo, Sellerio, 1995, ISBN 8-83891110-X
- (it) Obiettivo Mattei. Petrolio, Stati Uniti e politica dell'ENI, Roma, Gamberetti, 1995, ISBN 8-87990-010-2
- (it) La parentesi di Oriani fra Croce e il fascismo, in Alfredo Oriani e la cultura del suo tempo, Ravenna, Longo, 1985, ISBN -
- (en) Maastricht from Scandinavia, escritos en homenagem a Bruno Amoroso por ocasião do seu sexagésimo aniversário, Roskilde, RUC, 1996, ISBN -
- (it) Alcide De Gasperi. L'Italia atlantica, Roma, manifestolibri, 1996, ISBN 88-7285-1002-5
- (it) James Monroe. Il manifesto dell'imperialismo americano, Roma, manifestolibri, 1996, ISBN 88-7285-110-6
- (it) John F. Kennedy. La nuova frontiera, Roma, manifestolibri, 1997, ISBN 88-7285-120-3
- (it) Giallo Mattei. I discorsi del fondatore dell'ENI, Roma, Stampa Alternativa - Nuovi Equilibri, 1999, ISBN 88-7226-508-8
- (en) The Mediterranean and the American Patronage, por los 70 cumpleaños de Noam Chomsky, Boston, The MIT Press, 1998, on line
- (it) Il nazionalismo imperiale degli Stati Uniti, in Ditelo a Sparta, Génova, Graphos, 1999, ISBN -
- (it) Il truglio. Infami, delatori e pentiti nel Regno di Napoli, Palermo, Sellerio, 2000, ISBN 8-83891-623-3
- (it) Enrico Mattei, Bolonha, Il Mulino, 2001, ISBN 88-15-07913-0
- (it) Il segno della DC. L’Italia dalla sconfitta al G-7, Bari, Dedalo, 2002, ISBN 88-220-6253-1
- (it) Economia pubblica rimossa, Milán, Giuffrè, 2002, ISBN 88-14-10088-8
- (en) The International Economy from a Political to an Authoritative Drive, Roskilde, Roskilde University Press, 2003, ISBN 87-7867-272-4
- (it) Perché uccisero Enrico Mattei, Roma, l’Unità Libri, 2006, ISSN 773917-002656
- (it) L’inventore del transformismo. Liborio Romano, strumento di Cavour per la conquista di Napoli, Soveria Mannelli, Rubbettino, 2009, ISBN 978-88-498-2496-4
- (it) Um livro dedicado a um personagem Português
- (it) Progetto di un impero. 1823. L'annuncio dell'egemo americana infiamma la borsa (Projeto de um império. 1823. O anúncio da hegemonia americana inflama a bolsa), Nápoles, La Città del Sole, 2013, ISBN 978-88-8292-310-5
- (it) Il processo all'agente segreto di Cavour. L'ammiraglio Persano e la disfatta di Lissa, Soveria Mannelli, Rubbettino, 2018, ISBN 978-88-498-5484-8
- (it) Il realismo politico di De Gasperi. Fanfani invece vuole i missili americani, Roma, Bastogi, 2022, ISBN 9-788855-011396

## Radioemissãoes
- (it) Prima pagina, una semana de comentários (RAI Radio 3, 5-11 de Janeiro de 1986)
- (it) Enrico Mattei, quatro semanas de conversa (RAI Radio 2, 24 de Abril - 19 de Maio de 2006)